# Hammelburg
Hammelburg je malé německé město v dolnofranském okrese Bad Kissingen, ve spolkové zemi Bavorsko.. Leží na úpatí bavorského pohoří Rhön a při franské řece Saale. Je známý jako nejstarší vinařské město ve Frankách a písemným dokladem k roku 716 patří mezi 30 nejstarších měst v Německu.

## Administrativní dělení
V letech 1971-1978 byly k Hammelburgu postupně připojeny obce Westheim, Pfaffenhausen. Diebach, Feuerthal, Gauaschach, Kessenmühle, Morlesau, Obererthal, Untererthal, Obereschenbach, Ochsebthal, Pfaffenhausen, Saaleck, Seehof, Sodenberg, Untereschenbach, Westheim, Bonnland, Hundsfeld, Gauaschach.

## Historie

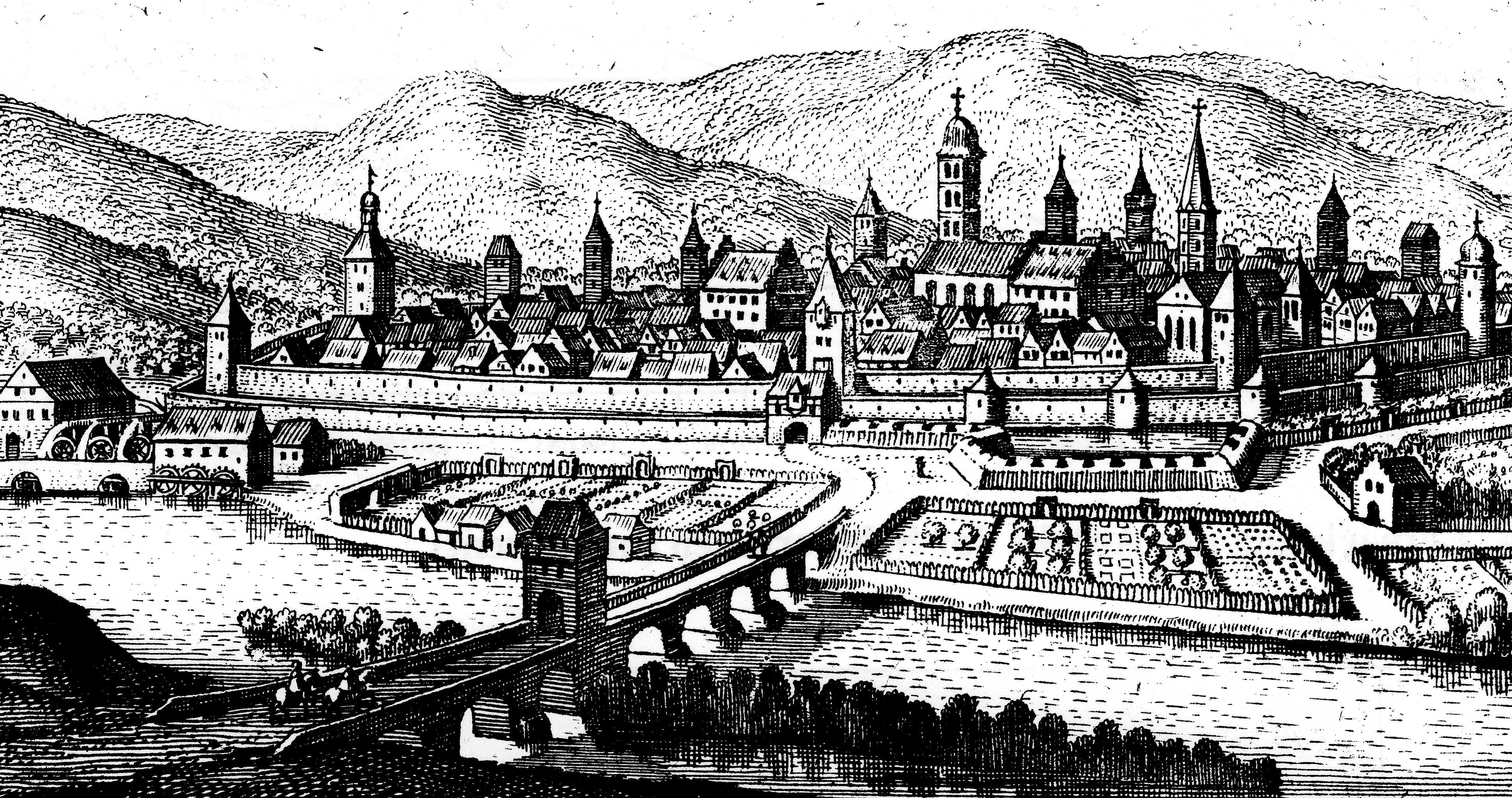
Hammelburg v Merianově Topografii (1677)

První písemná zmínka pochází z merovejského období z roku 716 z rukopisu Echternašského evangelia. Místo se tehdy nazývalo "Hamulo castellum", kdy patřilo k lénu durynského vévody Hedena II. „Hedenové“ byli vazaly merovejských králů od poloviny 7. století a měli za úkol odrážet nepřátelské útoky na východní hranici říše. Heden I. vládl v letech 643–687; jeho syn Gosbert pobýval ve Würzburgu v letech 687–704, kdy tam byli sťati iro-skotští mniši a misionáři Kilián, Kolonat a Totnan. Podle legendy se to stalo v roce 689 na příkaz Gosberta a jeho manželky Gailany. Gosbertův syn Heden II. jako pokání za své rodiče v roce 716 daroval Hamulo castellum se všemi statky misijnímu biskupovi Willibrordovi k založení kláštera, ale ustanovení nebylo vykonáno. 
Roku 1303 císař Albrecht I. udělil Hammelburgu městská práva, následně byly vystavěny hradby opevnění, zčásti dosud zachované.
V roce 1524 Johannes Kempach zavedl v Hammelburgu reformaci v luteránském duchu, část města zůstala katolická. Již v roce 1603 fuldský kníže-opat Balthasar von Dernbach provedl rekatolizaci města. 
V Hammelburgu bylo středověké leprosarium, které existovalo ještě v roce 1763. 
Roku 1938 při listopadovém pogromu jednotky SA demolovaly domy a obchody židovských rodin v obci Dittlofsroda a jejich přívrženci zničili obě synagogy.

## Doprava
Automobilová doprava je napojena na spolkovou dálnici 7 Fulda–Würzburg.
Tradiční železniční doprava funguje na trati Gemüngen–Bad Kissingen.

## Ekonomika
Největším zaměstnavatelem je Bundeswehr, počínaje vojenskou školou Bundeswehru s výcvikovým střediskem pro mise OSN, vojenský výcvikový prostor a Servisní středisko Bundeswehru. Dále jsou zde váleční veteráni 1. a 2. praporu. Všechna zařízení sídlí na jihu města na Lagerbergu. Samostatnou čtvrť tvoří tábor Hammelburg. Ze zemědělství je tradičně  dominantní vinařství, vinařské závody sídlí na hradě Saaleck a v zámku Hamelburgu. 

## Památky
- Hrad Saaleck, na Schlossbergu (308 m n.m.), část hradeb a válcový bergfrít ze 13. století
- Zámek Kelleraischloss Hammelburg, také Rotes Schloss – původně barokní letní rezidence fuldských knížat-opatů, navrhl architekt Andrea Gallasini v letech 1726–1737; nazván podle rozsáhlých vinných sklepů, nyní sídlo dvou vinařských firem, městské knihovny a dalších institucí;
- Radnice
- Farní kostel sv. Jana Křtitele
- Farní kostel sv. Jiří, založen ve 13. století, přestavěn r. 1503
- Kloster Altstadt (Klášter Staré Město) - gotický klášter františkánů s kostelem z 15. století, sídlo Hudební akademie, hudba má ve městě silné tradice (2 orchestry)
- Marktbrunnen - renesanční kašna s kamennou konstrukcí, ze 16. století, na Tržišti před radnicí
- Kreuzschlepper - sloup s barokní sochou Krista, nesoucího kříž (1729) a další dvě desítky kamenných soch v připojených obcích
- Muzeum Herrenmühle (Panský mlýn)

## Slavní rodáci
- Johann Froben (Frobenius) (asi 1460–1527) - humanista, knihtiskař v Basileji

## Galerie

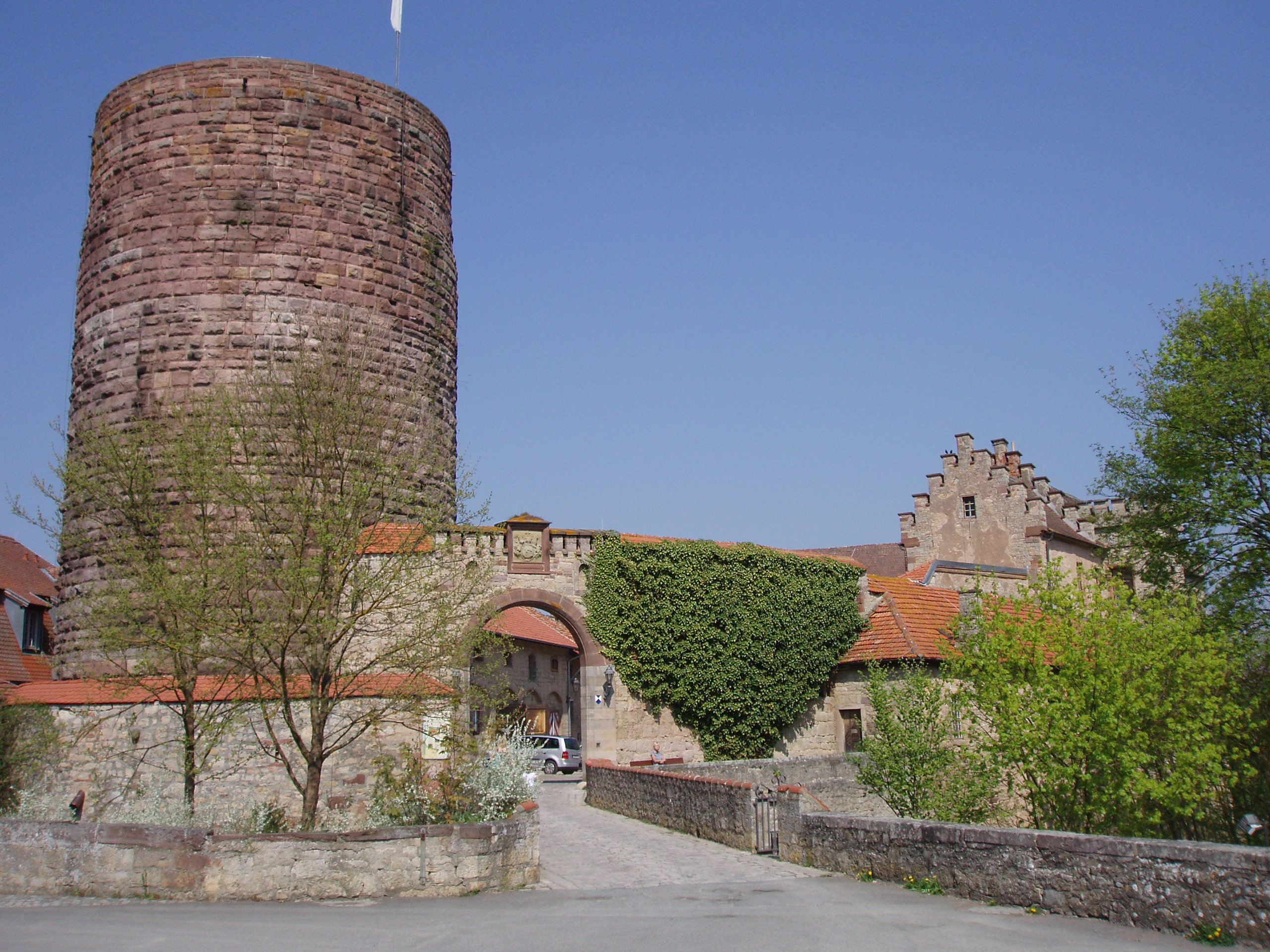
Hrad Saaleck
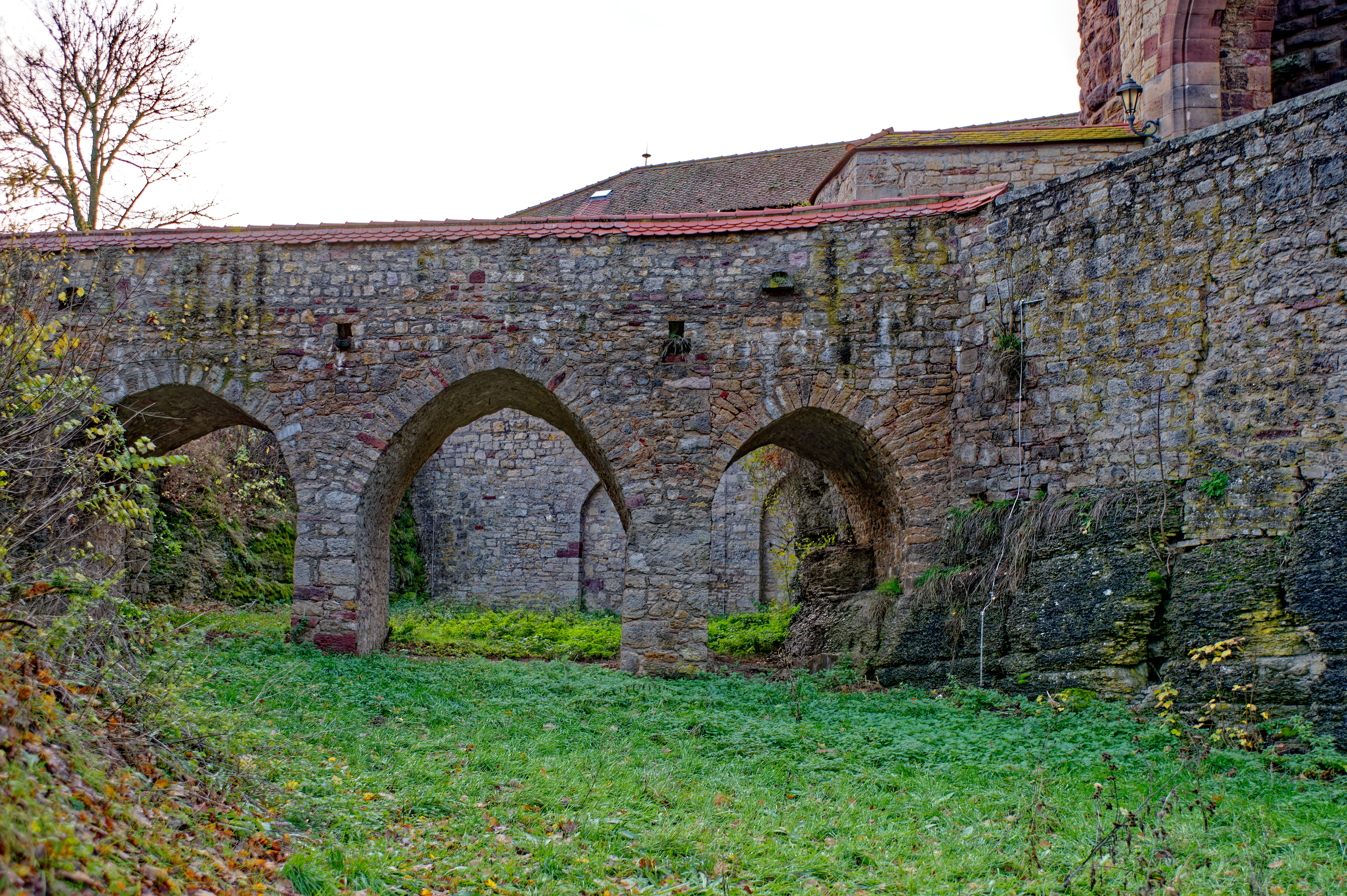
Most ke hradu
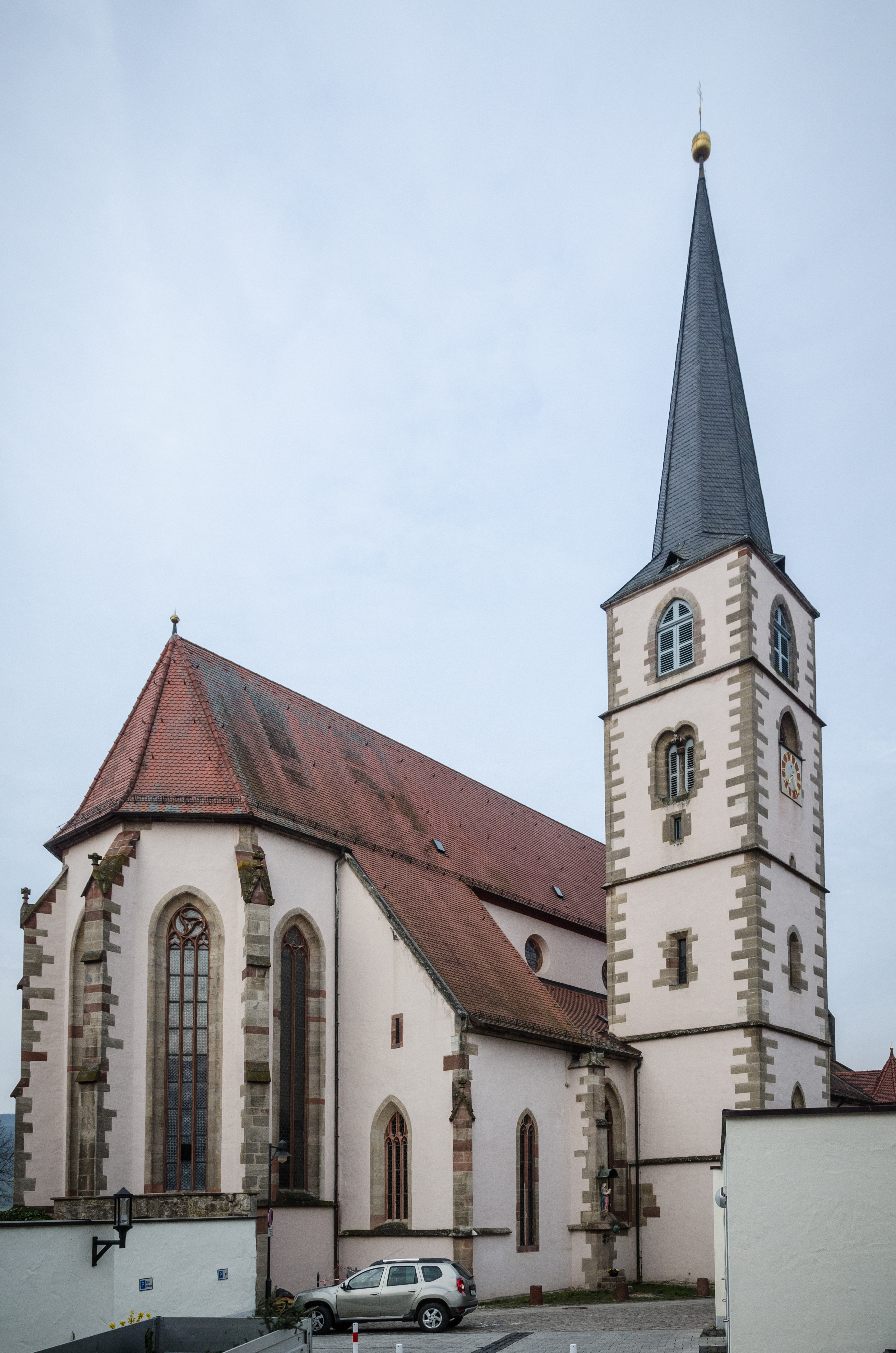
Kostel sv. Jana Křtitele
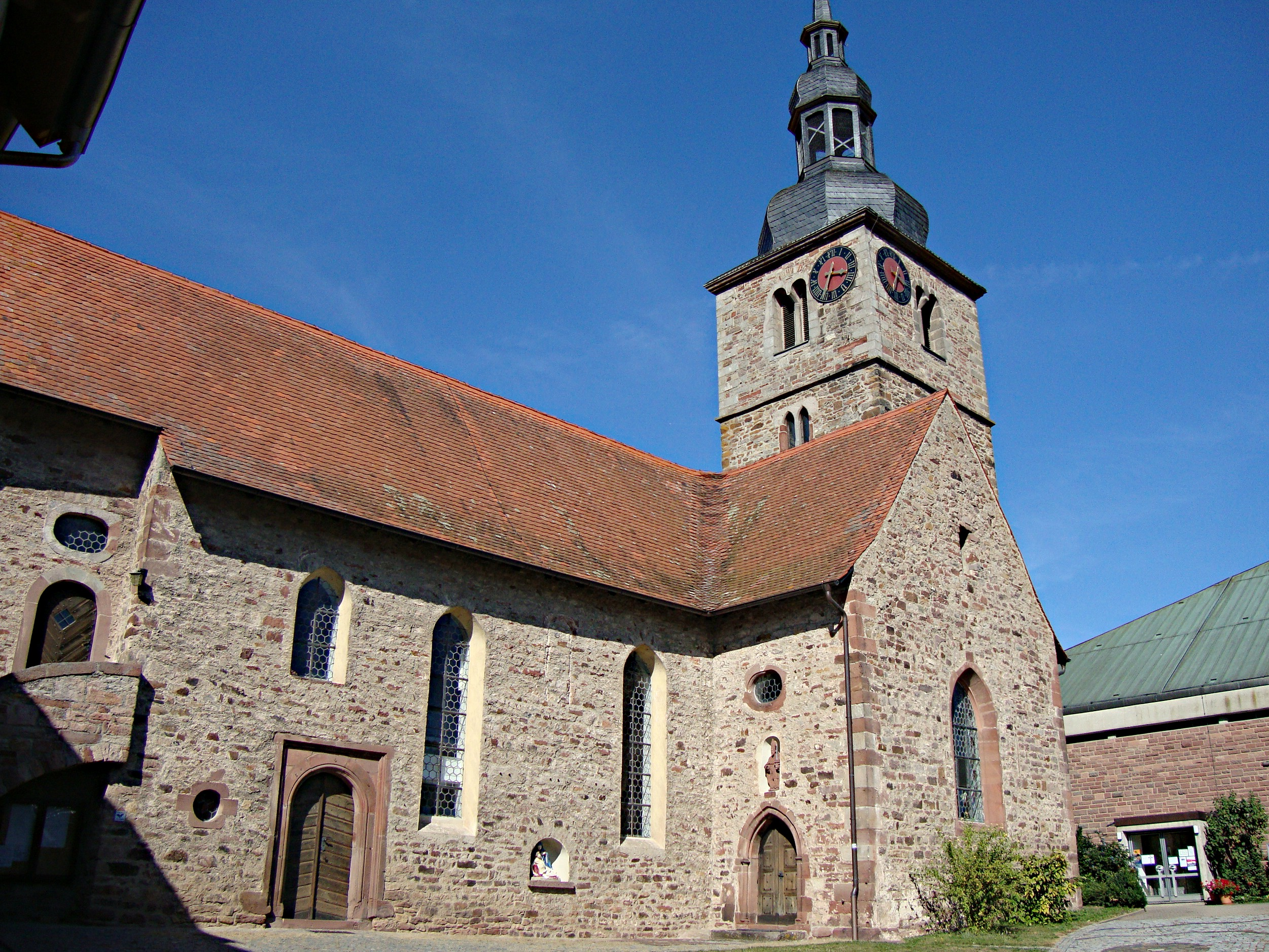
Kostel sv. Jiří v Diebachu
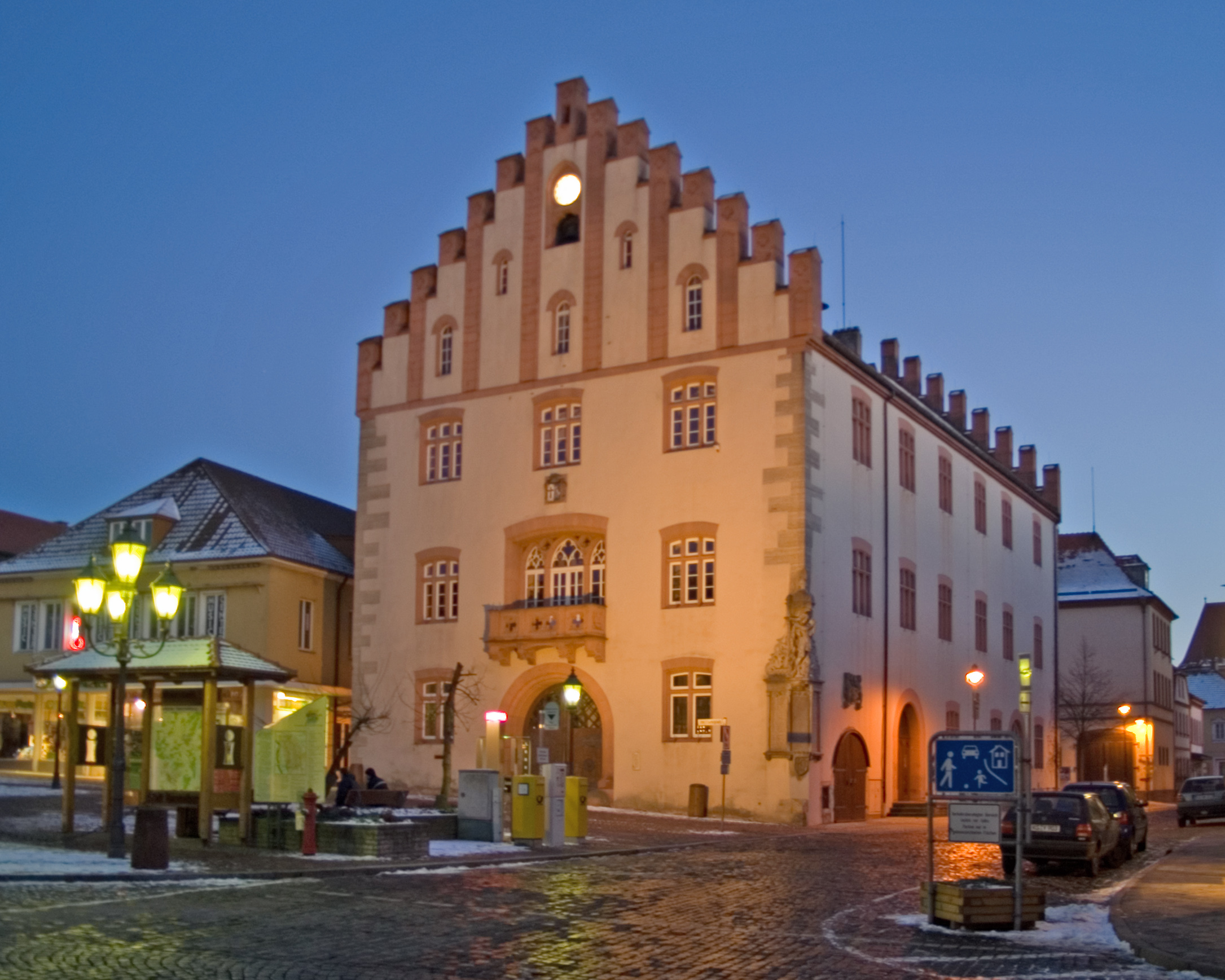
Radnice
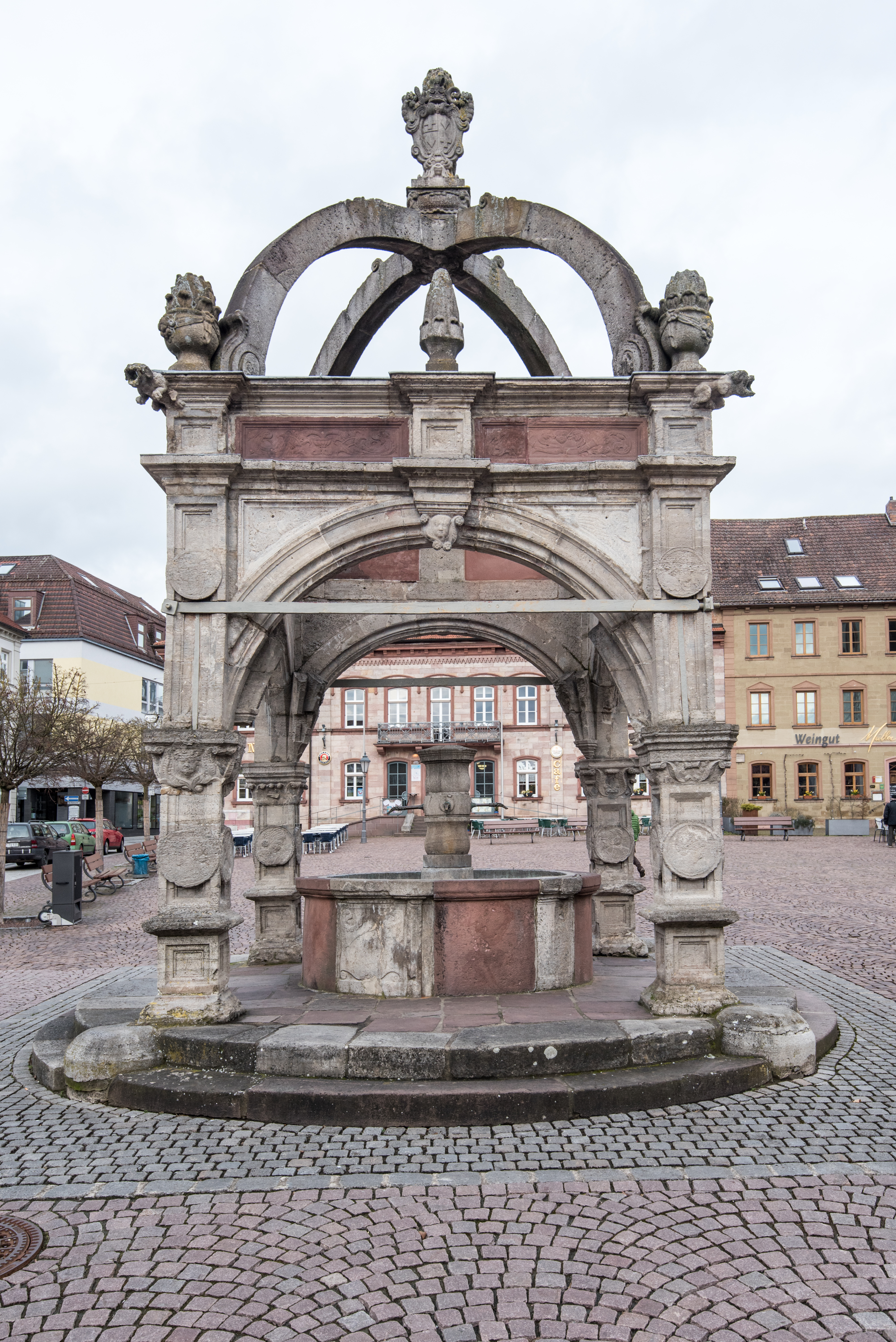
Kašna Marktbrunnen
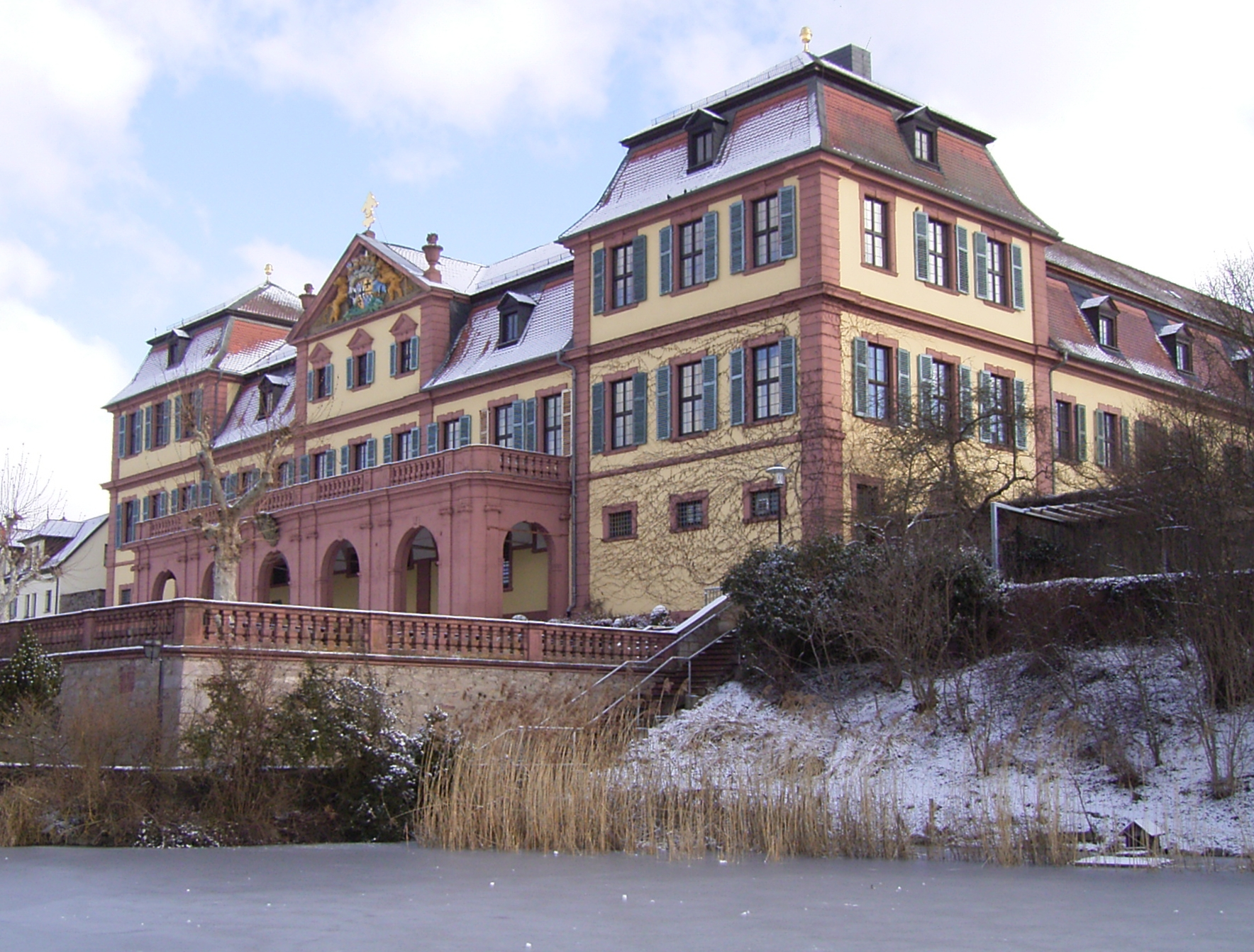
Zámek Kellereischloss
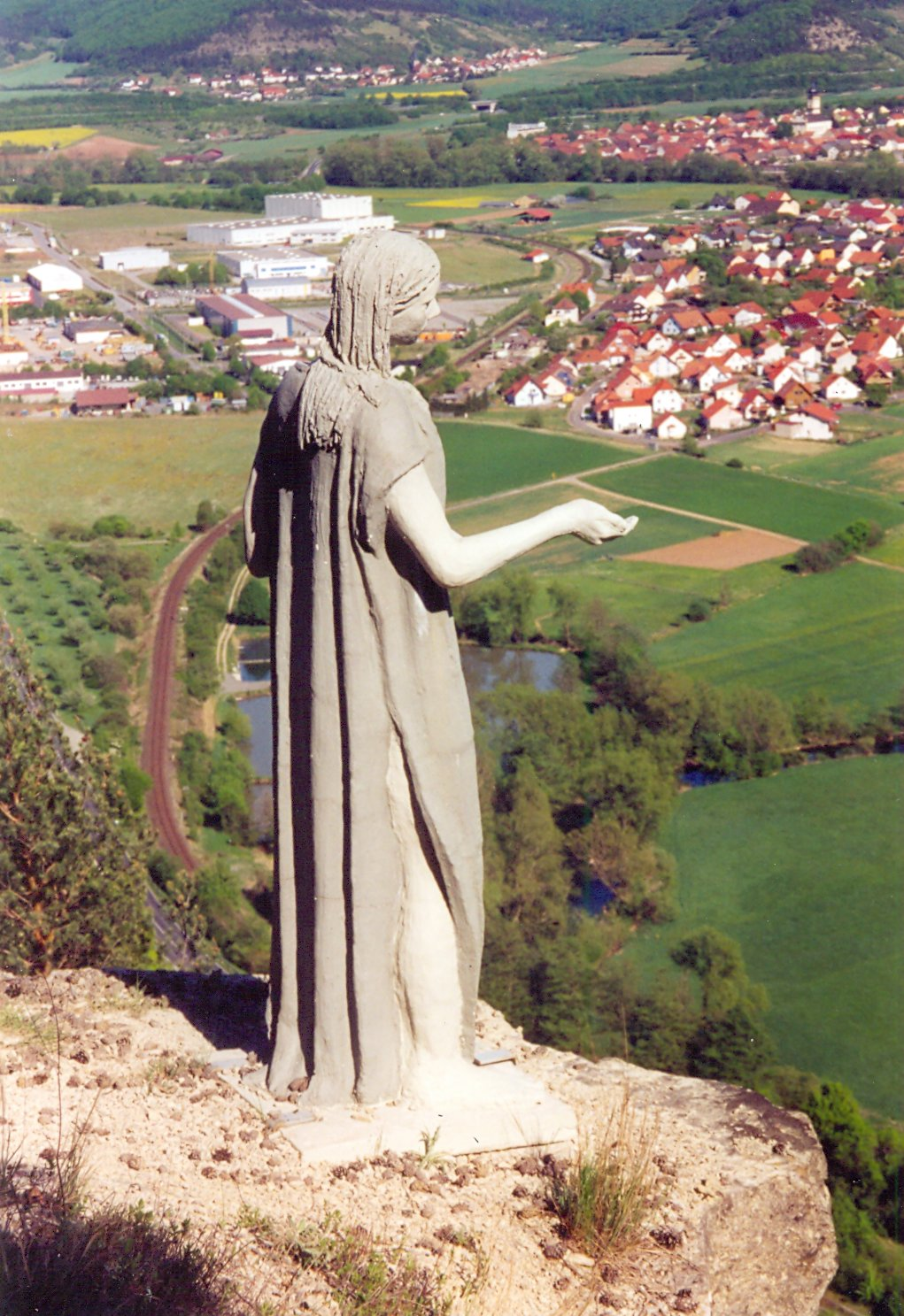
Amalberg
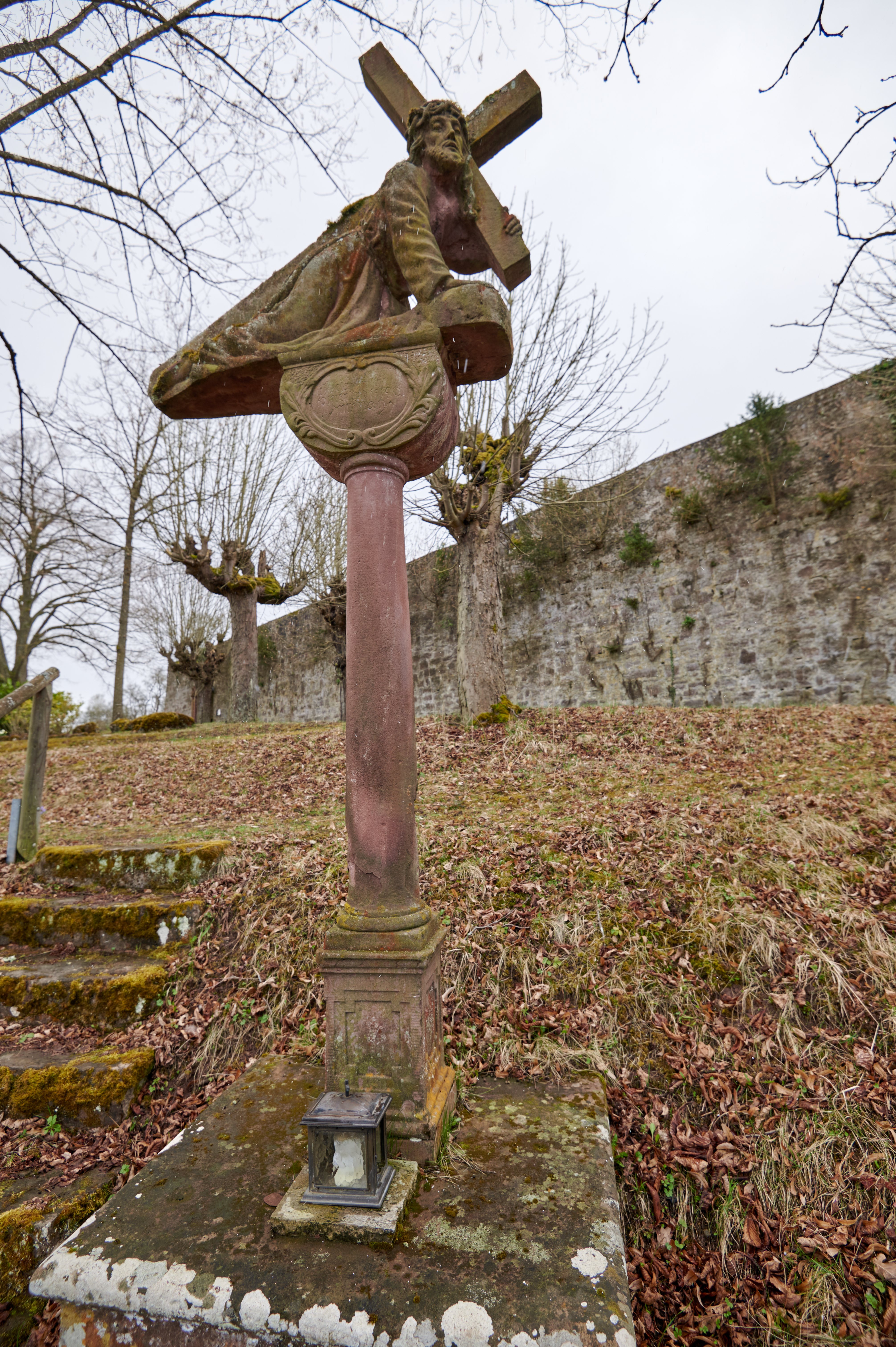
Sloup Nesení kříže

## Partnerská města
- Turnhout, Belgie